# Diego de Matienzo
Diego de Matienzo (antes del año 1571 - 1592) fue un maestro cantero cántabro, natural de Matienzo, en el Valle de Ruesga.

## Biografía
En 1571, comienza a trabajar como oficial de cantería en las obras del Monasterio de El Escorial (Madrid).
En 1573, construye el cuarto del Colegio de los Doctores en dicho monasterio.
En 1574, trabaja como maestro de cantería en el destajo de uno de los pórticos colaterales, situado al lado de la Portada Principal del Monasterio de El Escorial conjuntamente con Gregorio de la Puente.
En 1575, se distribuyen los 10 destajos de las obras de construcción de la Basílica del Monasterio de El Escorial (Madrid), adjudicándosele el destajo del segundo pilar del lado sur y el muro de la sacristía. Inicialmente tomará como compañero a su hermano, Juan de Matienzo, pero finalmente acometerá los trabajos con Gregorio de la Puente. Una vez finalizado ese destajo, comenzaron a trabajar en una de las torres de la Basílica.
En 1576, Diego de Matienzo se casó en segundas nupcias con Mariana de Tolosa, hija de Pedro de Tolosa, aparejador de cantería de las obras del Monasterio de El Escorial. Ese mismo año, Inés de Matienzo, hija de su primer matrimonio, se casa con Diego de Sisniega,,  maestro de cantería que se hará cargo de sus obras a su fallecimiento.
En 1578, se tasan las obras que Diego de Matienzo y Gregorio de la Puente habían hecho en la cúpula.
En 1581, figura como sacador de piedra para las obras del Monasterio de El Escorial junto con García de Alvarado.
En 1583, termina su participación en las obras de la Basílica del Monasterio de El Escorial. En los años siguientes, trabaja a las órdenes de Felipe II en las obras del Alcázar y Casa de la Moneda de Segovia y en el Palacio de Valsaín.
En 1589, da trazas para la sacristía y nave de la Iglesia del Salvador de Segovia.
En 1590, se hace cargo de las obras del Colegio de San Felipe y Santiago de la Compañía de Jesús, sustituyendo al vizcaíno Juan Bautista de Gogorza, de acuerdo con las condiciones y traza del hermano Andrés Ruiz. Ese mismo año, también se le contrata para construir un mirador de piedra en el Alcázar de Segovia junto a la capilla y delante de la Sala de Armas conforme a la traza de Juan Gutiérrez.
En 1592, inicia la construcción del patio principal del Alcázar de Segovia . Ese mismo año, contrata el Cuarto del Cierzo que estaba rematado en Pedro de Fresno conforme a la traza de Francisco de Mora.
En 1593, trabaja en la Iglesia de la Compañía de Jesús de Segovia.
En 1594, Diego de Matienzo fallece en Segovia. El pintor Alonso de Herrera deposita el cuerpo en el Monasterio de Nuestra Señora de la Merced hasta que se pueda trasladar a "una capilla y entierro que mando hazer en la yglesia de san martin del lugar de matienço en la montana".

## Obras
Entre las obras en las que participó, se encuentran las que se enumeran a continuación:
- Monasterio de El Escorial (Madrid).
- Alcázar de Segovia.
- Casa de la Moneda de Segovia.
- Palacio de Valsaín (Segovia).
- Iglesia del Salvador de Segovia.
- Colegio de San Felipe y Santiago de la Compañía de Jesús de Segovia.
- Iglesia de la Compañía de Jesús de Segovia.
- Iglesia de San Sebastián de Cobos de Segovia (Segovia).
- Iglesia de San Miguel de Segovia.
- Iglesia de Nuestra Señora de la Asunción de Paradinas (Segovia).
- Iglesia de Santa Cruz de Fuente de Santa Cruz (Segovia).

### Artículos
- Villalpando Martínez, Manuela (1952). «Notas para un diccionario de artistas segovianos del siglo XVI». Estudios Segovianos (Instituto Diego de Colmenares) (TOMO IV): Páginas 59-160. ISSN 0210-7260.
- Sánchez Esteban, Natividad (1991). «Pedro y Alonso de Tolosa: un plano y nuevos datos». Anuario del Departamento de Historia y Teoría del Arte (Universidad Autónoma de Madrid) (Nº 3): Páginas 53-64. ISSN 1130-5517.
- García Oviedo, Cristina (2002). «Unas notas referentes al origen segoviano del Escorial». El Monasterio del Escorial y la arquitectura: actas del simposium, 8/11-IX-2002 (Real Centro Universitario Escorial-María Cristina): Páginas 621-640. ISBN 84-89942-28-5.

### Libros
- González Echegaray, María del Carmen (1925). Artistas cántabros de la edad moderna : su aportación al arte hispánico: (diccionario biográfico-artístico). Universidad de Cantabria. ISBN 978-84-87412-58-5.
- Llaguno y Amirola, Eugenio (1977). Noticias de los arquitectos y arquitectura de España. Turner Publicaciones, S.L. ISBN 978-84-85137-46-6.
- Bustamante García, Agustín (1988). La arquitectura clasicista del foco vallisoletano (1561-1640). Institución Cultural Simancas. ISBN 978-84-600-2926-7.
- Casaseca Casaseca, Antonio (1988). Rodrigo Gil de Hontañón (Rascafría, 1500 - Segovia, 1577). Junta de Castilla y León. ISBN 978-84-7846-000-7.
- Moreno Alcalde, María (1990). La arquitectura gótica en la Tierra de Segovia. Obra Social y Cultural de la Caja de Ahorros y Monte de Piedad de Segovia. ISBN 978-84-505-9825-4.